# Мацестинский курорт

Символическое изображение Мацесты

Маце́стинский куро́рт — крупнейший лечебный бальнеологический комплекс России, основанный в 1902 году на целебных сероводородных источниках. Сочинские курортологи разработали методики лечения при помощи мацестинских ванн постожоговых и постоперационных рубцов, женских заболеваний и болезней опорно-двигательного аппарата.

## Расположение
Бальнеологическая курортная местность в Хостинском районе города Сочи, в 8 км к юго-востоку от железнодорожного вокзала «Сочи», в долине реки Мацеста.

## Лечебный фактор

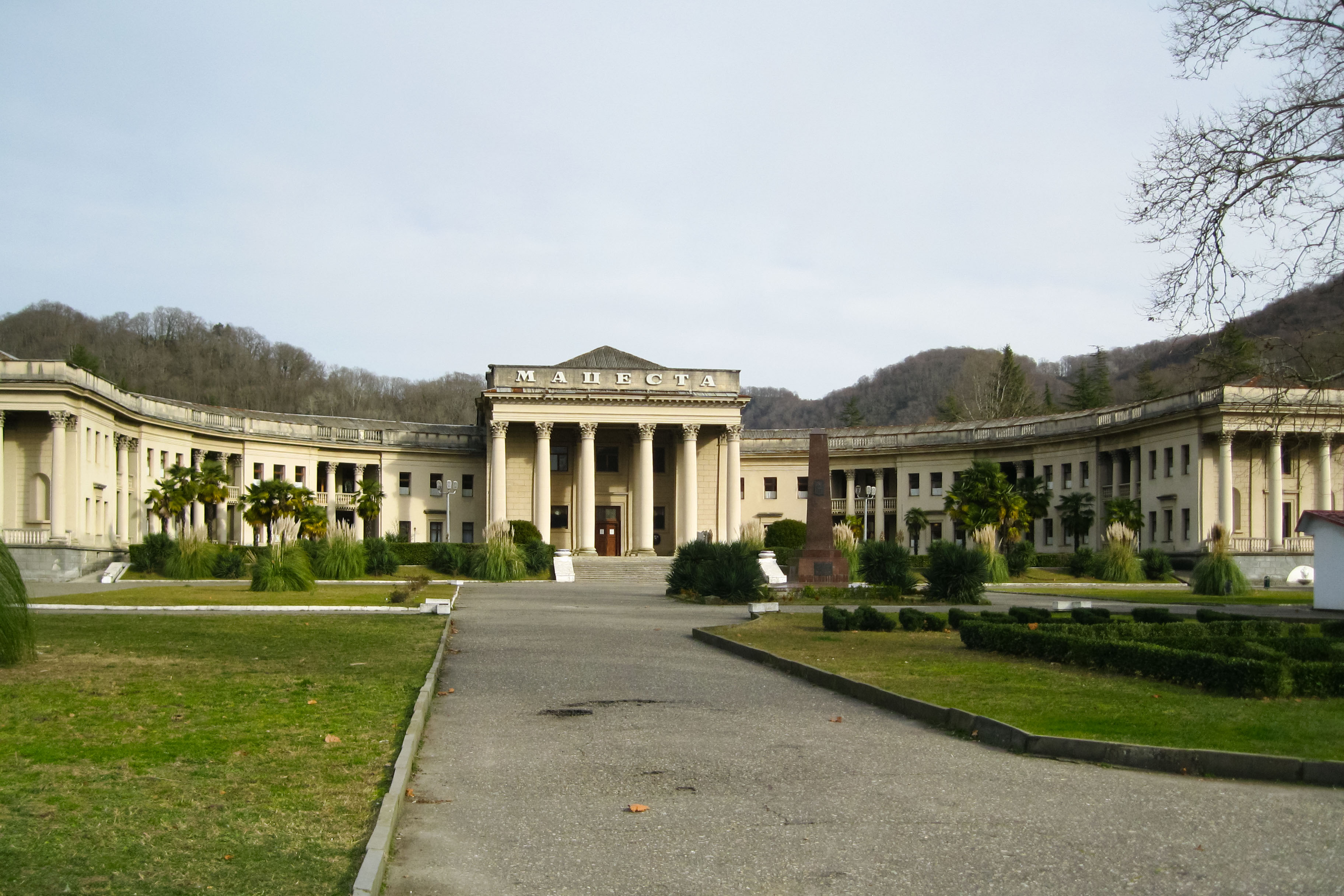
Ванное здание на Старой Мацесте

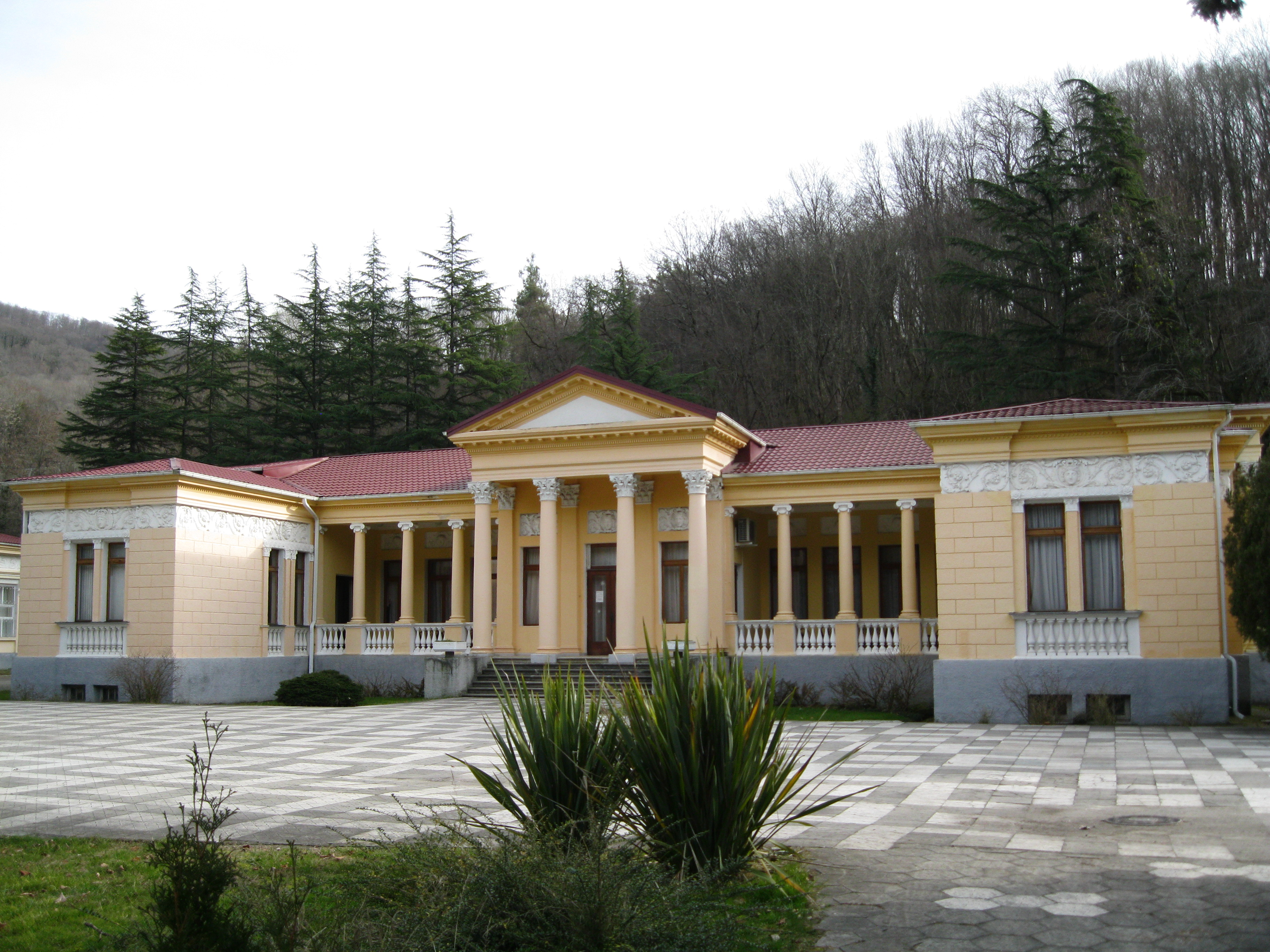
Амбулаторно-поликлиническое отделение на Старой Мацесте

Мацеста — месторождение сероводородных источников, выходящие на поверхность также в долинах соседних рек Агуры и Хосты. Главный лечебный фактор Мацесты — сероводород. Проникая через кожу и дыхательные пути в организм, он воздействует на клеточные и тканевые структуры и способствует рассасыванию остатков воспалительных процессов, в особенности в тех областях, где и у здоровых людей кровоток осуществляется с трудом, — в суставных и межпозвоночных хрящах, сухожилиях, костях и т. д.

## История
Мацеста (абх. Мцасҭа, от Мцаԥсҭа) переводится с абхазского языка как «огненное ущелье». Иные абхазские названия рек, ущелий и вершин образуются аналогично: Аапста, Агепста, Агурипста, Ачипста, Гумиста (от Гумпста), Лапста, Лашипста, Речепста, Хоста, Кудепста и т. д.
Адыгское название реки «МэшIопсы», в переводе «огненная вода». Это название адыги дали сероводородному источнику не по его высокой температуре, потому как в те давние времена температура источника (без современных скважин) была небольшой, а исключительно из-за эффекта, оказываемого источником на кожу человека, в виде покраснения.
Вероятно, значительно позже у адыгов появилась легенда о красавице «Мацесте», Мацеста была влюблена в охотника Авгура, но её оклеветала родная сестра и она, покраснев со стыда, ушла под землю. Через много лет правнук Авгура однажды ушёл на охоту, простудился. В дремучих лесах он наткнулся на источник горячей воды, похожей на голубое молоко, погрузился в неё и выздоровел. То была Мацеста, вернувшаяся на землю, чтобы облегчать страдания людей.
В 1920-х годах курорт носил имя доктора Н. А. Коста — в 1920—1924 годах главного уполномоченного Наркомздрава по курортам Кубани и Черноморья.
Сочинский скульптор Ираида Гуслева воплотила черкесскую легенду в скульптуру, а архитектор Евгений Сердюков вмонтировал её в скалу на повороте дороги.
В 2013 году Мацестинский курорт номинировался на звание символа России в конкурсе «Россия 10».